# Алан Карвалью
Алан Карвалью (порт. Alan Carvalho, нар. 10 липня 1989, Барбоза, штат Сан-Паулу) — бразильський футболіст, нападник та фланговий півзахисник клубу «Гуанчжоу Евергранд».

## Клубна кар'єра

### Виступи в Бразилії
Народився 10 липня 1989 року в місті Барбоза. Вихованець юнацьких команд футбольних клубів «Гуарані» (Кампінас) та «Лондрина».
У дорослому футболі дебютував 2007 року виступами за «Лондрину», взявши участь лише у 6 матчах чемпіонату.
Своєю грою за цю команду привернув увагу представників тренерського штабу клубу «Флуміненсе», до складу якого приєднався на початку 2008 року. Відіграв за команду з Ріо-де-Жанейро наступні два з половиною сезони своєї ігрової кар'єри. Більшість часу, проведеного у складі «Флуміненсе», був основним гравцем команди.

### «Ред Булл»
11 серпня 2010 року уклав контракт з клубом «Ред Булл», де мав стати заміною Марку Янко, який був проданий в «Твенте». Алан дебютував за новий клуб в матчі Ліги чемпіонів проти «Хапоеля» (Тель-Авів), який його команда програла 2:3. У цьому матчі бразилець вийшов на 67-й хвилині замість Франца Шимера. У своєму першому сезоні в клубі Алан забив хет-трик у матчі проти «Штурма» (Грац) 16 квітня 2011 року, а також забив дублі в матчах проти «Аустрії» (Відень) і «Вінер-Нойштадта» та закінчив сезон з 10 голами.

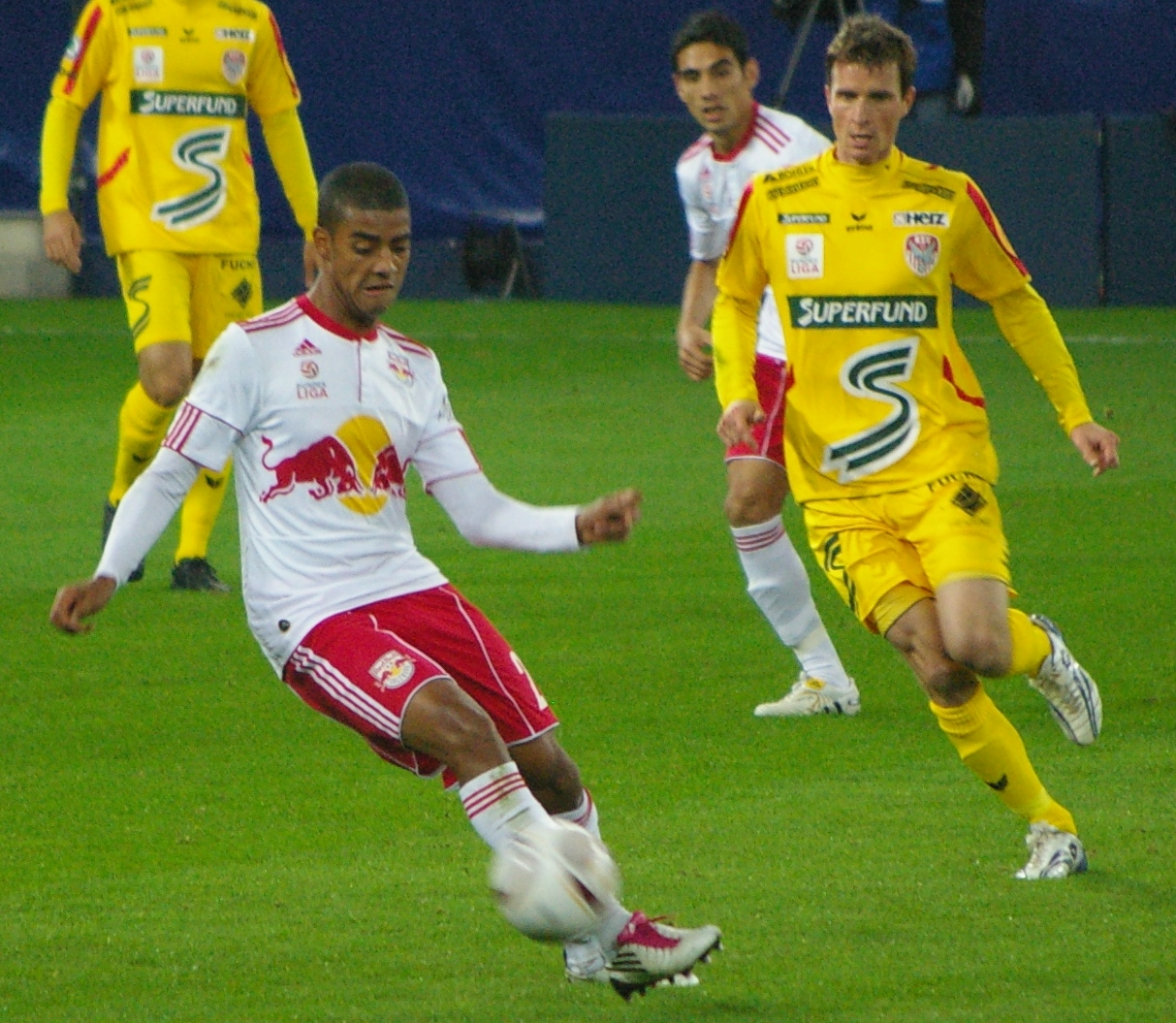
Алан (ліворуч) під час виступів за «Ред Булл». 16 жовтня 2010 року

Новий сезон 2011/12 Алан почав з хет-трику у ворота латвійського «Металургса». Свою гольову серію бразилець продовжив в і наступних єврокубкових матчах — дубль у ворота словацької «Сениці», а також гол кіпрській «Омонії». Також Алан забив 3 голи в 5 матчах чемпіонату, а також дубль у грі національного кубку, однак 28 серпня 2011 року в матчі чемпіонату проти «Рапіда» бразилець отримав серйозу травму — розрив хрестоподібної зв'язки і вилетів до кінця сезону, в якому «Ред Булл» виграв національний чемпіонат і кубок. Алан повернувся на поле лише в середині наступного сезону — 20 листопада 2012 року і закінчив сезон 2012/13 з 11 голами в 14 матчах чемпіонату.
Наступний сезон 2013/14 виявився найуспішнішим для бразильського нападника в зальцбурзькому клубі — він забив 26 голів у 29 матчах чемпіонату і став другим бомбардиром бундесліги, поступившись лише партнеру по команді Хонатану Соріано, а також забив чотири голи в Лізі Європи УЄФА, і увійшов у символічну збірну групового етапу цього турніру. За підсумками того сезону зальцбурзька команда виграла золотий дубль — здобула чемпіонат та кубок Австрії.
Наступний сезон теж почався добре для Алана, який продовжив регулярно забивати в єврокубках. 23 жовтня 2014 року Алан забив хет-трик у матчі проти «Динамо» (Загреб) (4:2) в груповому етапі Ліги Європи, а 27 листопада бразилець зробив дубль за п'ять хвилин (8 і 13 хвилина) у грі проти «Селтіка» (3:1), завдяки чому «Зальцбург» став першим австрійським клубом, що виграв в Шотландії. У своєму передостанньому матчі чемпіонату за «Ред Булл», Алан забив хет-трик за вісім хвилин, забивши на 52, 58 і 60 хвилині матчу проти «Аустрії» (Відень) (4:2) і перетворив рахунок з 0:2 на 3:2 на користь своєї команди. Незважаючи на відхід в середині сезону, з вісьмома голами в Лізі Європи Алан став найкращим бомбардиром сезону, разом з Ромелу Лукаку з «Евертона». Це став другий сезон поспіль, в якому саме гравець «Ред Булл» ставав найкращим снайпером цього турніру, оскільки роком раніше найкращим бомбардиром Ліги Європи став партнер Алана Хонатан Соріано.

### «Гуанчжоу Евергранд»
16 січня 2015 року Алан за 11,1 млн євро перейшов в китайський «Гуанчжоу Евергранд», підписавши контракт на чотири роки. 14 лютого 2015 року бразилець зробив свій офіційний дебют за нову команду в матчі Суперкубка Китаю проти команди «Шаньдун Лунен», вийшовши на заміну на 60 хвилині замість Ґао Ліня. Основний і додатковий час гри завершився внічию 0:0, а у серії пенальті, не зважаючи на реалізований удар Алана, перемогу здобув «Шаньдун Лунен» з рахунком 5:3. 3 березня 2015 року Алан знову розірвав хрестоподібні зв'язки під час тренування перед матчем Ліги чемпіонів АФК проти «Вестерн Сідней Вондерерз» і вилетів щонайменше на п'ять місяців.

## Виступи за збірну
2008 року залучався до складу молодіжної збірної Бразилії. На молодіжному рівні зіграв у 3 офіційних матчах, забив 2 голи.
У березні 2013 року, Алан назвав себе наполовину австрійцем і висловив бажання грати за збірну Австрії. Але відповідно до правил ФІФА він повинен був грати принаймні п'ять років в Австрії, щоб мати можливість представляти національну команду. Однак після переходу в «Гуанчжоу Евергранд» він втратив можливість в майбутньому грати за австрійців, оскільки йому не вистачило шість місяців, щоб провести п'яти років в чемпіонаті Австрії.

## Титули і досягнення

### Командні
- Чемпіон Австрії (2):

«Ред Булл»: 2011-12, 2013-14
- Володар Кубка Австрії (2):

«Ред Булл»: 2011-12, 2013-14
- Чемпіон Китаю (3):

Гуанчжоу Евергранд: 2015, 2016, 2017
- Володар Кубка Китаю (1):

Гуанчжоу Евергранд: 2016
- Володар Суперкубка Китаю (3):

Гуанчжоу Евергранд: 2016, 2017, 2018

### Особисті
- Найкращий бомбардир Кубка Австрії: 2013-14 (6 голів), 2014-15 (7 голів[23])
- Найкращий бомбардир Ліги Європи УЄФА: 2014-15 (8 голів[24])